# 세라 힐더브랜트
세라 앤 힐더브랜트(영어: Sarah Ann Hildebrandt, 영어 발음: /ˈsɛə̯ɹ.ə ˈhɪld.ə.bɹænt/, 1993년 9월 23일~)는 미국의 레슬링 선수이다. 2024년 하계 올림픽 여자 플라이급에서 금메달을 획득했고 2020년 하계 올림픽 여자 플라이급에서 동메달을 획득했다. 또한 세계 선수권 대회에서 은메달 2개와 동메달 2개를 획득했으며 팬아메리칸 게임 금메달 1개, 팬아메리카 선수권 대회 금메달 7개를 획득했다.